# Tetracyclos boreios
Tetracyclos boreios is een vliesvleugelig insect uit de familie Encyrtidae. De wetenschappelijke naam is voor het eerst geldig gepubliceerd in 1942 door Kryger.